# NGC 5260
NGC 5260 is een balkspiraalstelsel in het sterrenbeeld Waterslang. Het hemelobject werd op 6 april 1885 ontdekt door de Amerikaanse astronoom Lewis A. Swift.

## Synoniemen
- ESO 509-92
- MCG -4-32-50
- AM 1337-233
- IRAS 13375-2336
- PGC 48371